# Fair Play (film, 2014)
Fair Play je český film režisérky Andrey Sedláčkové z roku 2014. Odehrává se v roce 1983 v Československu a vypráví o sprinterce Anně, která bojuje o účast na olympijských hrách a lidé okolo ní jí začnou podávat anabolické steroidy.
Film byl uveden na festivalu v Karlových Varech v hlavní soutěži.

## Výroba
Film se natáčel v Praze, v Bratislavě a ve Vysokých Tatrách, plánováno bylo také natáčení v Německu.
Judit Bárdos a Eva Josefíková podstoupily v šesti měsících před natáčením atletický trénink, aby byly v kondici a jejich běh ve filmu působil věrohodně. V některých záběrech přesto běhá místo hlavní herečky dublérka.
Titulní píseň k filmu nahrál Miro Žbirka v londýnském studiu Abbey Road. Klip byl natočen ve velkém sále pražského Kongresového centra.

## Obsazení
| Judit Bárdos       | Anna (dabing do češtiny Berenika Kohoutová) |
| Anna Geislerová    | Irena, matka Anny                           |
| Roman Luknár       | trenér Bohdan                               |
| Eva Josefíková     | Martina                                     |
| Ondřej Novák       | Tomáš                                       |
| Roman Zach         | Marek Kříž                                  |
| Igor Bareš         | příslušník StB Novotný                      |
| Ondřej Malý        | sportovní lékař                             |
| Taťjana Medvecká   | doktorka                                    |
| Jiří Wohanka       | Kracík                                      |
| Ondřej Malý        | Pavelka                                     |
| Zuzana Mistríková  | úřednice                                    |
| Michaela Pavlátová | Tomášova matka                              |
| Pavel Langer       | Tomášův otec                                |
| Šárka Kavanová     | estébačka                                   |
| Slávek Bílský      | estébák                                     |
| Vlastina Svátková  | sestřička                                   |

## Ocenění
Film se dostal do širšího výběru na Evropské filmové ceny. Byl také vybrán Českou filmovou a televizní akademií jako kandidát na Oscara, ale nebyl nominován.
Na Cenách české filmové kritiky 2014 získal film čtyři nominace, neproměnil žádnou. Na cenách Český lev 2014 získal nejvíce nominací (15), ale nakonec žádnou neproměnil. Byl oceněn cenou fanoušků a nestatutarní cenou za nejlepší filmový plakát.

## Recenze
- Stanislav Dvořák, Novinky.cz
- Jakub Gutt, Totalfilm.cz
- Miloš Kameník, 25fps.cz
- Vratislav Šálek, Filmserver.cz
- Mirka Spáčilová, iDNES.cz
- František Fuka, FFFilm
- Kamil Fila, Respekt.cz
- Martin Svoboda, MovieZone.cz